# Amphoe Somdet
Amphoe Somdet (Thai: อำเภอ สมเด็จ) ist ein Landkreis (Amphoe – Verwaltungs-Distrikt) der Provinz Kalasin. Die Provinz Kalasin liegt in der Nordostregion von Thailand, dem so genannten Isan.

## Geographie
Die Nachbarbezirke sind im Uhrzeigersinn von Südosten startend: die Amphoe Huai Phueng, Na Mon, Mueang Kalasin, Sahatsakhan und Kham Muang in der Provinz Kalasin sowie Amphoe Phu Phan der Provinz Sakon Nakhon.

## Geschichte
Somdet wurde am 16. August 1964 zunächst als „Zweigkreis“ (King Amphoe) eingerichtet, indem die drei Tambon Somdet, Mu Mon und Saeng Badan vom Amphoe Sahatsakhan abgetrennt wurden.
Am 25. Februar 1969 wurde Somdet zum Amphoe heraufgestuft.

## Verwaltung

### Provinzverwaltung
Der Landkreis Somdet ist in acht Tambon („Unterbezirke“ oder „Gemeinden“) eingeteilt, die sich weiter in 94 Muban („Dörfer“) unterteilen.
| Nr. | Name         | Thai     | Muban | Einw.  |
| --- | ------------ | -------- | ----- | ------ |
| 1.  | Somdet       | สมเด็จ    | 13    | 13.417 |
| 2.  | Nong Waeng   | หนองแวง  | 16    | 09.988 |
| 3.  | Saeng Badan  | แซงบาดาล | 15    | 07.591 |
| 4.  | Maha Chai    | มหาไชย   | 10    | 04.665 |
| 5.  | Mu Mon       | หมูม่น     | 11    | 07.073 |
| 6.  | Pha Sawoei   | ผาเสวย   | 11    | 07.679 |
| 7.  | Si Somdet    | ศรีสมเด็จ  | 08    | 05.523 |
| 8.  | Lam Huai Lua | ลำห้วยหลัว | 10    | 06.234 |

### Lokalverwaltung
Es gibt fünf Kommunen mit „Kleinstadt“-Status (Thesaban Tambon) im Landkreis:
- Saeng Badan (Thai: เทศบาลตำบลแซงบาดาล) besteht aus dem gesamten Tambon Saeng Badan.
- Maha Chai (Thai: เทศบาลตำบลมหาไชย) besteht aus dem gesamten Tambon Maha Chai.
- Pha Sawoei (Thai: เทศบาลตำบลผาเสวย) besteht aus dem gesamten Tambon Pha Sawoei.
- Lam Huai Lua (Thai: เทศบาลตำบลลำห้วยหลัว) besteht aus dem gesamten Tambon Lam Huai Lua.
- Somdet (Thai: เทศบาลตำบลสมเด็จ) besteht aus Teilen des Tambon Somdet.

Außerdem gibt es vier „Tambon-Verwaltungsorganisationen“ (องค์การบริหารส่วนตำบล – Tambon Administrative Organizations, TAO):
- Somdet (Thai: องค์การบริหารส่วนตำบลสมเด็จ)
- Nong Waeng (Thai: องค์การบริหารส่วนตำบลหนองแวง)
- Mu Mon (Thai: องค์การบริหารส่วนตำบลหมูม่น)
- Si Somdet (Thai: องค์การบริหารส่วนตำบลศรีสมเด็จ)